# T´ma
T´ma (ros. Тьма) – rzeka w środkowej Rosji przeduralskiej (obwód twerski), lewy dopływ Wołgi w zlewisku Morza Kaspijskiego. Długość – 142 km, powierzchnia zlewni – 1850 km², średni przepływ – 13,7 m³/s, szerokość do 25 m, głębokość do 0,7 m. Pokrywa lodowa od początku grudnia do początku kwietnia. 
Źródła na wschodnich stokach wyżyny Wałdaj. Płynie na wschód, uchodzi do Wołgi tuż na zachód od Tweru.